# Zlatko Hasanbegović
 (avril 2016).
Pour les articles homonymes, voir Hasanbegović.
Zlatko Hasanbegović, né à Zagreb le 14 juin 1973, est un historien et homme politique croate. Il est ministre de la Culture de la République de Croatie entre janvier et octobre 2016.
Il est très controversé tant à cause de ses liens avec l'extrême droite, de sa sympathies avec le régime oustachis que pour son inexpérience et ce que certains considèrent comme des attaques à la liberté de presse, ou encore ses « propos révisionnistes ».

## Biographie
Son grand-père maternel, Sabrijan Prohić, était un riche commerçant de Gračanica en Bosnie-Herzégovine venu s'installer dans la capitale croate en 1942 en plein régime oustachi. Il est exécuté à la Libération par les communistes titistes pour fait de collaboration, sa tentative de fuite en Argentine ayant échoué.
Zlatko Hasanbegović, après une scolarité primaire et secondaire dans sa cité natale, fait des études d'histoire à la faculté des lettres et sciences humaines (hr) de l'université de la ville, conclues ultérieurement par un doctorat sous la direction d'Ivo Goldstein (en), devenu ambassadeur de Croatie à Paris. Il est chercheur associé à l'Institut de sciences sociales Ivo Pilar (hr) et rédacteur en chef de la revue Pilar.
Il est membre du comité exécutif du majlis[Quoi ?] de la communauté musulmane de Zagreb. Il est décrit comme un membre éminent de la communauté islamique de Zagreb, un cousin d'Esad Prohić, conseiller de l'ancien président Stjepan Mesić.
Hasanbegović a appartenu quand il était étudiant au HOP (hr) (mouvement de libération croate créé par le chef oustachi Ante Pavelić durant ses années d'exil) et au Pur parti croate du droit, d'extrême-droite nationaliste, et est désormais membre de l'Union démocratique croate de centre-droit,,.

### Travaux historiques et aspects commémoratifs
Ses travaux portent sur l'idéologie nationale croate , en particulier le Parti croate du Droit et ses ramifications actuelles, et les liens avec les musulmans de Bosnie-Herzégovine au cours des XIXe et XXe siècles. Zlatko Hasanbegović effectue des recherches sur la composante musulmane dans la culture urbaine croate jusqu'en 1945 et les relations politiques et religieuses / ethniques en Bosnie-Herzégovine depuis 1878 sous le régime austro-hongrois jusqu'à la prise de pouvoir par les communistes dans les années 1940.
Il est un des responsables de Počasni bleiburški vod, organisation qui commémore les victimes des massacres de Bleiburg après la Seconde Guerre mondiale et est associé à diverses initiatives sur les victimes des purges de l'après guerre. En réponse aux commémorations de la prise du pouvoir par les communistes en 1945, il affirme que « 1945 a fondé la Yougoslavie comme une négation de l'État croate et la dictature communiste comme la négation de la démocratie ».

### Ministre de la Culture
Le 22 janvier 2016, il est nommé ministre de la Culture. Une partie de la population, notamment dans les milieux culturels, ont exprimé leur mécontentement en raison de ses déclarations au sujet de l'antifascisme, de ses « propos révisionnistes » mais aussi de son manque d'expérience dans la gestion de la culture. L'initiative civique "Plateforme 112", qui réunit 70 ONG a organisé une manifestation devant le Parlement le jour de l'élection du nouveau gouvernement invitant les députés à voter contre le nouveau gouvernement exhortant les députés à voter contre le gouvernement de Tihomir Oresković en raison de la présence de Hasanbegović,. L'Association des journalistes croates a publié une déclaration dans laquelle elle est fortement opposée à la nomination d'Hasanbegović au ministère de la culture. 
En revanche, le Comité Helsinki de Croatie (en) et l'Initiative EU 1481 visant à sensibiliser le public à la nature totalitaire du régime communiste, qui fait partie du Département de sciences politiques de la Matica hrvatska (en), ont rejeté les accusations contre Hasanbegović comme infondées,,. Hasanbegović affirme que la protestation ne repose pas sur des faits, mais sur une utilisation tronquée de ses différentes déclarations. Efraim Zuroff, le directeur du Centre Simon-Wiesenthal, a adressé  une lettre de protestation aux autorités croates, considérant que  le choix d'un ministre, historien révisionniste déshonore la réputation de la Croatie sur le plan international. Une pétition est lancée pour obtenir la destitution du ministre de la Culture, invoquant le fait que le nouveau ministre de la culture serait révisionniste et au service de la culture de la terreur. Cette pétition lancée dans le monde culturel croate  obtient aussi des appuis internationaux notamment de Randa Haines et d'lam Shibli, un artiste palestinien,. Dans un entretien pour le journal croate Večernji list le 27 février 2016, le philosophe et académicien français Alain Finkielkraut déclarait que le choix d'un historien pro-oustachi comme ministre de la culture était « une honte nationale »[source insuffisante]. Hasanbegović juge qu'il s'agit d'un « lynchage idéologique » qui ne repose sur aucun fait.
L'un de ses premiers gestes en tant que ministre, Hasanbegović a été d'annoncer que le gouvernement allait supprimer  la poursuite du financement du gouvernement de tous les médias sans but lucratif. Les Fédérations Internationales et européennes de journalistes rejoint par leurs filiales en Croatie, l'Association des journalistes croates (HND) et le Syndicat des journalistes croates (Sinoh) ont condamné cette décision, ainsi que la dissolution de la Hasanbegović, le Comité d'experts pour les médias sans but lucratif avant la fin de leur mandat. 
Le 31 mars 2016, l’écrivain Ante Tomic, auteur de textes satiriques dont font notamment les frais l' Église catholique et le gouvernement croate, est agressé à Split. Hasanbegović réagit en insistant sur « l’importance d’être responsables, dans les mots prononcés ou écrits en public ».
ll s’est exprimé  en faveur de la fermeture du musée Jasenovac, mémorial de la Shoah car selon lui, c'est une relique mémorielle du communisme. En 2016, lors d'une traditionnelle  cérémonie de commémoration de l’insurrection du camp d’extermination de Jasonevac, les organisations juives, serbes et roms ont décidé de la boycotter et d'organiser leur propre cérémonie en protestation contre Hasanbegović jugé révisionniste et sympathisant des Oustachis,,.

## Critique de l'antifascisme
Le 8 mai 2015 au cours de l'émission Otvoren de la télévision croate, il a déclaré que l'antifascisme n'est pas dans les fondements de la Constitution croate ; "La Guerre de Croatie  pour l'indépendance dans les années 1990 est la seule guerre du  dans laquelle les Croates sont sortis gagnants et la seule base sur laquelle la Croatie devrait être construite. Les fantômes et les lutins du passé veulent provoquer une rupture permanente et un débat sans fin. L'antifascisme est pas le fondement de la Croatie, mais une platitude qui n'a aucun fondement dans le texte constitutionnel, mentionné nulle part".  Cette affirmation suscite de vives critiques et fut rejeté par le vice-président du Parlement et professeur de droit constitutionnel Robert Podolnjak du parti MOST, affirmant avec beaucoup d'autres que l'antifascisme est un des fondements de la Constitution croate. Hasanbegović soutient que ses remarques sur l'antifascisme sont liées à l'héritage totalitaire de la Yougoslavie titiste : « Tous ceux qui abusent de la notion de l'antifascisme, qui peut être fluide, comme les historiens, savent que différentes significations peuvent être attribuées à cette notion. Staline, Tito, Pol Pot tout comme le général américain Patton étaient antifascistes. Tout le monde sait que ces personnalités étaient très différentes. Nous sommes ne parlons pas de l'antifascisme abstrait, mais de l'héritage totalitaire communiste yougoslave en particulier ». 
En qualité d'éditeur, Hasanbegovic a publié et préfacé en croate plusieurs ouvrages très controversés notamment « L’industrie de l’holocauste » de  Norman G. Finkelstein. Hasanbegovic , soulignant le poids des lobbies dans la lecture de l’histoire contemporaine, dénonce dans divers interviews « ceux qui sous couvert de s’en prendre à l’islamo-fascisme » sont de fait « les relais de l’opinion publique juive internationale » dont l’objectif serait de porter atteinte à l’ensemble des musulmans et leurs justes causes.

## Polémiques
En 1996, Hasanbegović a écrit au moins deux articles dans le magazine L'État indépendant de Croatie qui « a propagé le travail et les idées politiques d'Ante Pavelic et qui a systématiquement nié les crimes commis par l'État indépendant de Croatie », État fantoche contrôlé par les nazis. Hasenbegović a sans ambiguïté glorifié le mouvement Oustachis et a préconisé la création de la Grande Croatie. Le rédacteur en chef de L'État indépendant de Croatie à cette époque était Srećko Pčeničnik, le beau fils d'Ante Pavelić et le Président du Mouvement de libération croate (HOP), un pro-Oustachis, parti fondé par Pavelić.
En 2012, lors de l'enterrement de Mirsad Bakšić, il déclare que cet avocat a pu voir « notre plus grande tragédie nationale et la défaite de 1945. Pour sa génération d'après-guerre, l'entrée dans la vie publique signifiait le choix entre l'adhésion au communisme yougoslave et à ses fausses valeurs anti-islam et anti-croates en rejoignant le cercle d'une caste privilégiée, ou d'autre part, son maintien en dehors de la caste communiste yougoslave »,,.
Selon la revue « ProChoix », « dans ses publications et entretiens, Hasanbegović vante les mérites du projet du chef oustachi Ante Pavelic, en particulier dans son ambition racialiste de créer un nouveau peuple croate unissant catholiques et musulmans, ces derniers considérés comme « Fleur de la nation » par les leaders oustachis ». Toujours selon ce site web, « l’historien prône aussi une réhabilitation » du Mufti de Jérusalem, Mohammed Amin al-Hussein, antisémite notoire et allié d'Hitler qu'il considère comme une victime des circonstances circonstances historiques, du colonialisme britannique et du sionisme,.
Hasanbegović a loué comme un bon « moyen d'éclairer des points controversés de l'histoire croate » le documentaire "Jasenovac, La vérité". Le réalisateur de ce documentaire évoque notamment entre 20 et 40.000 morts, alors que le Mémorial de l'Holocauste en dénombre 100.000.

## Publications
- Muslimani u Zagrebu 1878.-1945. Doba utemeljenja, Medžlis Islamske zajednice u Zagrebu-Institut društvenih znanosti Ivo Pilar, Zagreb, 2007.
- Jugoslavenska muslimanska organizacija 1929- 1941 (U ratu i revoluciji 1941- 1945), Bošnjačka nacionalna zajednica za Grad Zagreb i Zagrebačku županiju-Institut društvenih znanosti Ivo Pilar-Medžlis Islamske zajednice u Zagrebu, Zagreb, 2012.